# Geirr Tveitt
Geirr Tveitt, född Nils Tveit den 19 oktober 1908 i Bergen, död 1 februari 1981 i Oslo, var en norsk kompositör och pianist. Han skrev pianokonserter, baletter, operor och verk för kör och orkester. Det av hans verk som framförs oftast är "Hundrad folketonar frå Hardanger". 
Det första verket skrev han 1927, det sista 1974. Han utbildades i Norge och från 1928 i Tyskland, där han studerade vid konservatoriet i Leipzig. År 1932 for Tveitt till Paris och kom att med Paris som bas besöka stora delar av Europa. År 1937 offentliggjorde han Tonalitätstheorie des parallelen Leittonsystems. Mycket av hans musik är inspirerad av Hardangerdalens folkmusik. Tveitt försökte under en period av sitt liv rekonstruera den norska urfolkmusiken, utan att lyckas. Från 1960 var han verksam vid radion. Den 12 juli 1970 brann hans hus ned, och med det en stor del av hans ännu ej utgivna verk.
Han är begravd på Vikøy kirkegård i Kvams kommun i Hardanger.